# 鄲城県
鄲城県（たんじょう-けん）は中華人民共和国河南省周口市に位置する県。

## 行政区画
- 街道:洺南街道、洺北街道、新城街道
- 鎮:呉台鎮、南豊鎮、白馬鎮、寧平鎮、宜路鎮、銭店鎮、汲冢鎮、石槽鎮、汲水鎮
- 郷:城郊郷、虎頭崗郷、張完集郷、丁村郷、双楼郷、秋渠郷、東風郷、巴集郷、李楼郷、胡集郷